# Breaux Greer
Breaux Greer (* 19. listopadu 1976 v texaském Houstonu) je bývalý americký atlet, závodící v hodu oštěpem. Je osminásobným americkým šampionem v této disciplíně, a zároveň i držitelem národního rekordu výkonem 91,29 metru z roku 2007. Tento výkon jej řadí na 13. místo v dlouhodobých tabulkách této disciplíny (po změně těžiště oštěpu). Jeho trenérem byl Fin Kari Ihalainen. V průběhu kariéry měřil 188 cm a vážil 100 kilogramů. Nikdy nezískal velkou zlatou medaili na mistrovství světa nebo olympijských hrách, jeho největším úspěchem byla bronzová medaile z MS v Ósace roku 2007. V roce 2008 ukončil svoji závodní kariéru.

## Osobní rekordy
- Hod oštěpem - 91,29 m (NR, 2007)